# Raimund IV. (Tripolis)
Raimund von Antiochia (* zwischen 1162 und 1166; † Mai/Juni 1199) war als Raimund IV. Graf von Tripolis von 1187 bis 1189, sowie Regent des Fürstentums Antiochia von 1193 bis 1194.
Er war der älteste von zwei Söhnen von Fürst Bohemund III. (* 1144; † 1201) und der Orgueilleuse von Harenc.

## Leben
Er wurde 1186 zum Ritter geschlagen. Er war der Patensohn von Graf Raimund III. von Tripolis. Als dieser 1187 ohne Nachkommen starb, hinterließ er seine Grafschaft Raimund von Antiochia. Nach Ablauf von zwei Jahren zog es sein Vater Bohemund III. jedoch vor, seinen Erben in seiner Nähe zu haben und beorderte ihn zurück nach Antiochia. An seiner Stelle wurde Raimunds jüngerer Bruder Bohemund IV. von Antiochia als Bohemund I. von Tripolis eingesetzt.
Als sein Vater 1193 im Kampf gegen das Fürstentum Kleinarmenien in die Gefangenschaft des Fürsten Leo II. geraten war, übernahm er bis zu dessen Rückkehr 1194 die Regentschaft in Antiochia. Um die Krise mit den armenischen Nachbarn zu beenden, heiratete er 1195 Alix von Armenien, Leos Nichte, Tochter von Ruben III. und Isabella von Toron. Das Paar bekam einen Sohn, Raimund II. Ruben (* 1199, † 1221). Raimund starb im Jahr der Geburt seines Sohnes, seine Witwe heiratete ein Jahr später Vahram von Korykos.
Somit war er vor seinem Vater verstorben, so dass nach dessen Tod 1201 sein Bruder als Bohemund IV. von Antiochia das Fürstentum erbte. Raimunds Sohn Raimund II. Ruben trat später in Konkurrenz zu seinem Onkel Bohemund IV., beanspruchte aus dem Recht seines Vaters den Fürstenthron in Antiochia und konnte diesen auch vorübergehend, von 1216 bis 1219 besetzen.